# Pyton timorski
Pyton timorski (Malayopython timoriensis) – gatunek węża z rodziny pytonów (Pythonidae).

## Systematyka
Pyton timorski był początkowo uznawany za podgatunek pytona ametystowego. Badania Rawlings i współpracowników (2008) oraz Pyrona, Burbrinka i Wiensa (2013) dowodzą, że najbliższym żyjącym krewnym pytona timorskiego jest pyton siatkowy, a oba te gatunki są bliżej spokrewnione z żyjącymi w Australii lub na Nowej Gwinei pytonami z rodzajów Morelia, Leiopython, Liasis, Antaresia, Aspidites, Apodora i Bothrochilus niż z gatunkami zaliczanymi do rodzaju Python. Tym samym pozostawienie pytona timorskiego i pytona siatkowego w rodzaju Python uczyniłoby ten rodzaj parafiletycznym i konieczne jest przeniesienie tych dwóch gatunków do odrębnego od Python rodzaju. Reynolds, Niemiller i Revell (2014) zaproponowali dla rodzaju obejmującego pytona siatkowego i pytona timorskiego nazwę Malayopython.

## Rozmiary
Osiąga około 180 cm długości.

## Występowanie
Małe Wyspy Sundajskie (Indonezja). Jako miejsce typowe wskazano wyspę Timor, ale obecność tego gatunku na wyspie nie została nigdy potwierdzona.

## Pokarm
Ptaki i małe ssaki.